# Maiden England
Maiden England è il sesto VHS del gruppo musicale britannico Iron Maiden, pubblicato l'8 novembre 1989 dalla EMI.

## Descrizione
Registrato al National Exhibition Centre di Birmingham il 27 e il 28 novembre 1988, Maiden England fu ripubblicato nel 1994 in un cofanetto contenente anche un CD, il quale esclude i brani Can I Play with Madness e Hallowed Be Thy Name.
Il 12 febbraio 2013 è stata annunciata la riedizione, intitolata Maiden England '88 la quale è stata completamente rimasterizzata digitalmente con audio in Surround 5.1 e con una nuova correzione del colore per una migliore qualità audio e video. Inoltre include anche i brani Running Free, Run to the Hills e Sanctuary, le quali rendono completo il concerto.

## Tracce

### VHS (1989)
Testi e musiche di Steve Harris, eccetto dove indicato.
1. Moonchild (Bruce Dickinson, Adrian Smith)
2. The Evil That Men Do (Bruce Dickinson, Steve Harris, Adrian Smith)
3. The Prisoner (Steve Harris, Adrian Smith)
4. Still Life (Dave Murray, Steve Harris)
5. Die with Your Boots On (Bruce Dickinson, Steve Harris, Adrian Smith)
6. Infinite Dreams
7. Killers (Paul Di'Anno, Steve Harris)
8. Can I Play with Madness (Bruce Dickinson, Steve Harris, Adrian Smith)
9. Heaven Can Wait
10. Wasted Years (Adrian Smith)
11. The Clairvoyant
12. Seventh Son of a Seventh Son
13. The Number of the Beast
14. Hallowed Be Thy Name
15. Iron Maiden

### CD (1994)
Testi e musiche di Steve Harris, eccetto dove indicato.
1. Moonchild – 5:45 (Bruce Dickinson, Adrian Smith)
2. The Evil That Men Do – 4:16 (Bruce Dickinson, Steve Harris, Adrian Smith)
3. The Prisoner – 5:57 (Steve Harris, Adrian Smith)
4. Still Life – 4:32 (Dave Murray, Steve Harris)
5. Die with Your Boots On – 5:10 (Bruce Dickinson, Steve Harris, Adrian Smith)
6. Infinite Dreams – 5:53
7. Killers – 4:54 (Paul Di'Anno, Steve Harris)
8. Heaven Can Wait – 7:32
9. Wasted Years – 4:54 (Adrian Smith)
10. The Clairvoyant – 5:42
11. Seventh Son of a Seventh Son – 10:11
12. The Number of the Beast – 4:46
13. Iron Maiden – 5:01

## Formazione
Gruppo
- Bruce Dickinson – voce
- Dave Murray – chitarra
- Adrian Smith – chitarra, cori
- Steve Harris – basso, cori
- Nicko McBrain – batteria

Altri musicisti
- Michael Kenney – tastiera